# Témiscamingue (district électoral)
Pour les articles homonymes, voir Témiscamingue (homonymie).
Témiscamingue est un ancien district électoral provincial du Québec qui a existé de 1912 à 1973.

## Historique
Précédée de : Pontiac
Suivie de : Pontiac-Témiscamingue

## Liste des députés
| Législature                         | Années    | Député               | Député                  | Parti           |
| ----------------------------------- | --------- | -------------------- | ----------------------- | --------------- |
| Témiscamingue Créée depuis Pontiac  |           |                      |                         |                 |
| 13e                                 | 1912–1916 |                      | Charles Ramsay Devlin   | Libéral         |
| 14e                                 | 1916–1919 | Télesphore Simard    |                         | Libéral         |
| 15e                                 | 1919–1923 | Télesphore Simard    |                         | Libéral         |
| 16e                                 | 1923–1924 | Télesphore Simard    |                         | Libéral         |
| 16e                                 | 1924–1927 | Joseph Miljours      |                         | Libéral         |
| 17e                                 | 1927–1931 | Joseph-Édouard Piché |                         | Libéral         |
| 18e                                 | 1931–1935 | Joseph-Édouard Piché |                         | Libéral         |
| 19e                                 | 1935–1936 |                      | Nil-Élie Larivière      | ALN             |
| 20e                                 | 1936–1939 |                      | Nil-Élie Larivière      | Union nationale |
| 21e                                 | 1939–1944 |                      | Paul-Oliva Goulet       | Libéral         |
| 22e                                 | 1944–1948 |                      | Nil-Élie Larivière      | Union nationale |
| 23e                                 | 1948–1952 |                      | Nil-Élie Larivière      | Union nationale |
| 24e                                 | 1952–1956 |                      | Paul-Oliva Goulet       | Libéral         |
| 25e                                 | 1956–1960 |                      | Joseph-André Larouche   | Union nationale |
| 26e                                 | 1960–1962 |                      | Joseph-André Larouche   | Union nationale |
| 27e                                 | 1962–1966 |                      | Gilbert-Roland Théberge | Libéral         |
| 28e                                 | 1966–1970 |                      | Gilbert-Roland Théberge | Libéral         |
| 29e                                 | 1970–1973 |                      | Gilbert-Roland Théberge | Libéral         |
| Dissoute dans Pontiac-Témiscamingue |           |                      |                         |                 |

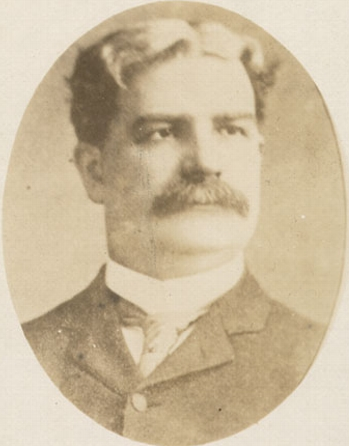
Charles Ramsay Devlin, député de 1912-1916.
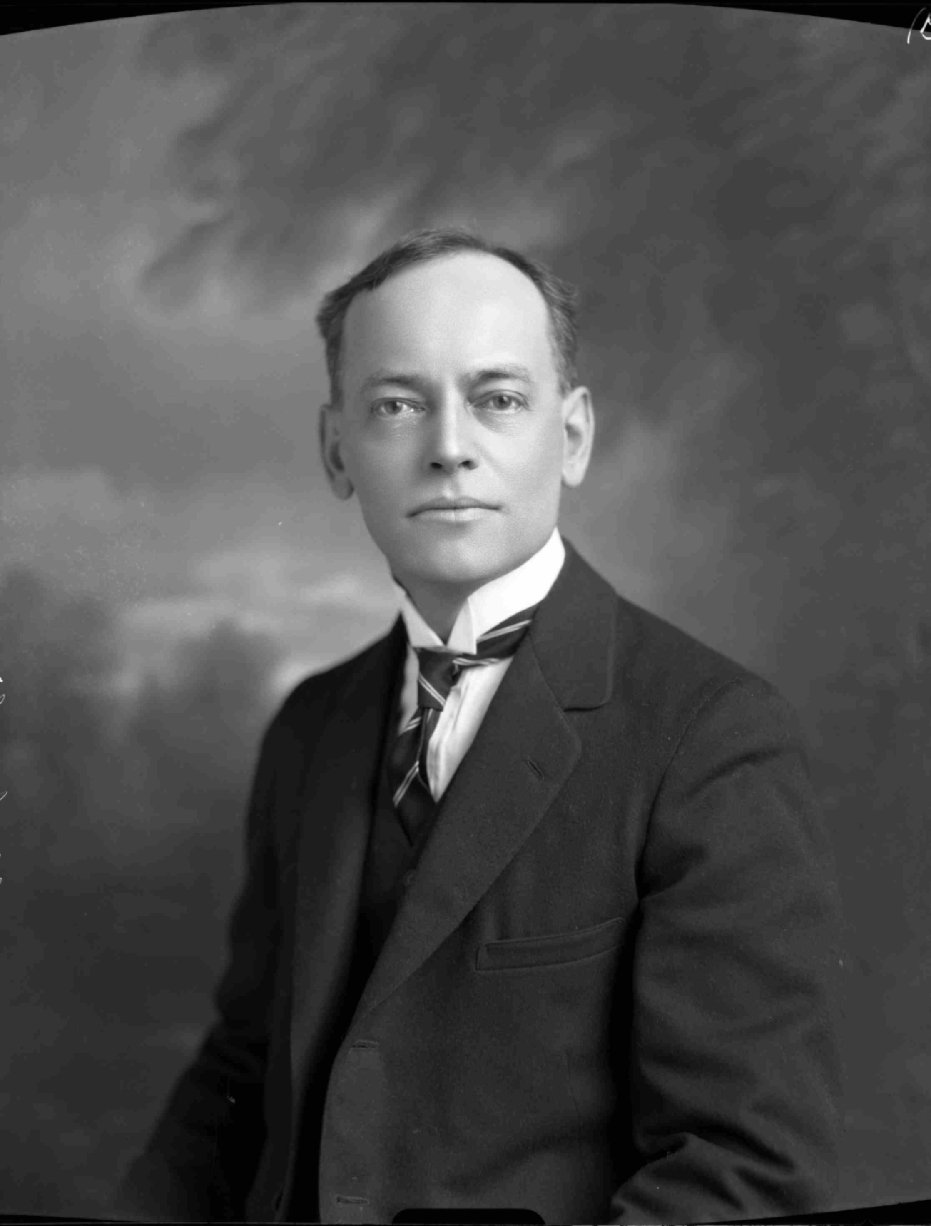
Télesphore Simard, Maire de Québec de 1927-1928.